# تمایز نوع و نمونه
در حوزه‌هایی چون زبانشناسی، منطق، فرامنطق، تایپوگرافی، و برنامه‌نویسی کامپیوتر، تمایز نوع و نمونه به تفاوت بین یک مفهوم و هر یک از نمودهای ملموس و عینی همان مفهوم اطلاق می‌گردد. مثلاً اتوموبیل معینی که در گاراژتان پارک شده‌است، نمونه‌ای از نوع «اتومبیل» است. اتومبیل پارک‌شده در گاراژتان در زمان و مکان معینی قرار گرفته‌است، اما چنین گزاره‌ای دربارهٔ «اتومبیل» در آن معنایی که در جملهٔ مقابل به کار رفته‌است صدق نمی‌کند: «اخیراً استفاده از اتومبیل افزایش چشمگیری داشته‌است».
«نوع» از نظر وجودی یک مفهوم است. نوع در مکان معینی واقع نشده‌است چون اصلاً شیء فیزیکی نیست. ممکن است نوع، نمونه‌های فراوانی داشته باشد. با این وجود، نوع به اندازهٔ نمونه محسوس و ملموس نیست. مثلاً ممکن است شما اتومبیل پارک‌شده در گاراژتان را به کسی نشان دهید اما نمی‌توان «اتومبیل» را در معنایی که از آن در جملهٔ «اخیراً استفاده از اتومبیل افزایش چشمگیری داشته‌است» مستفاد می‌شود به کسی نشان داد. نمونه همواره در زمان و مکان معینی واقع می‌شود چون شیء فیزیکی مجسمی است.
در برنامه‌نویسی کامپیوتر، تمایز مشابهی بین کلاس و شیء وجود دارد.